# Mirage (automobile)
Pour les articles homonymes, voir Mirage (homonymie).

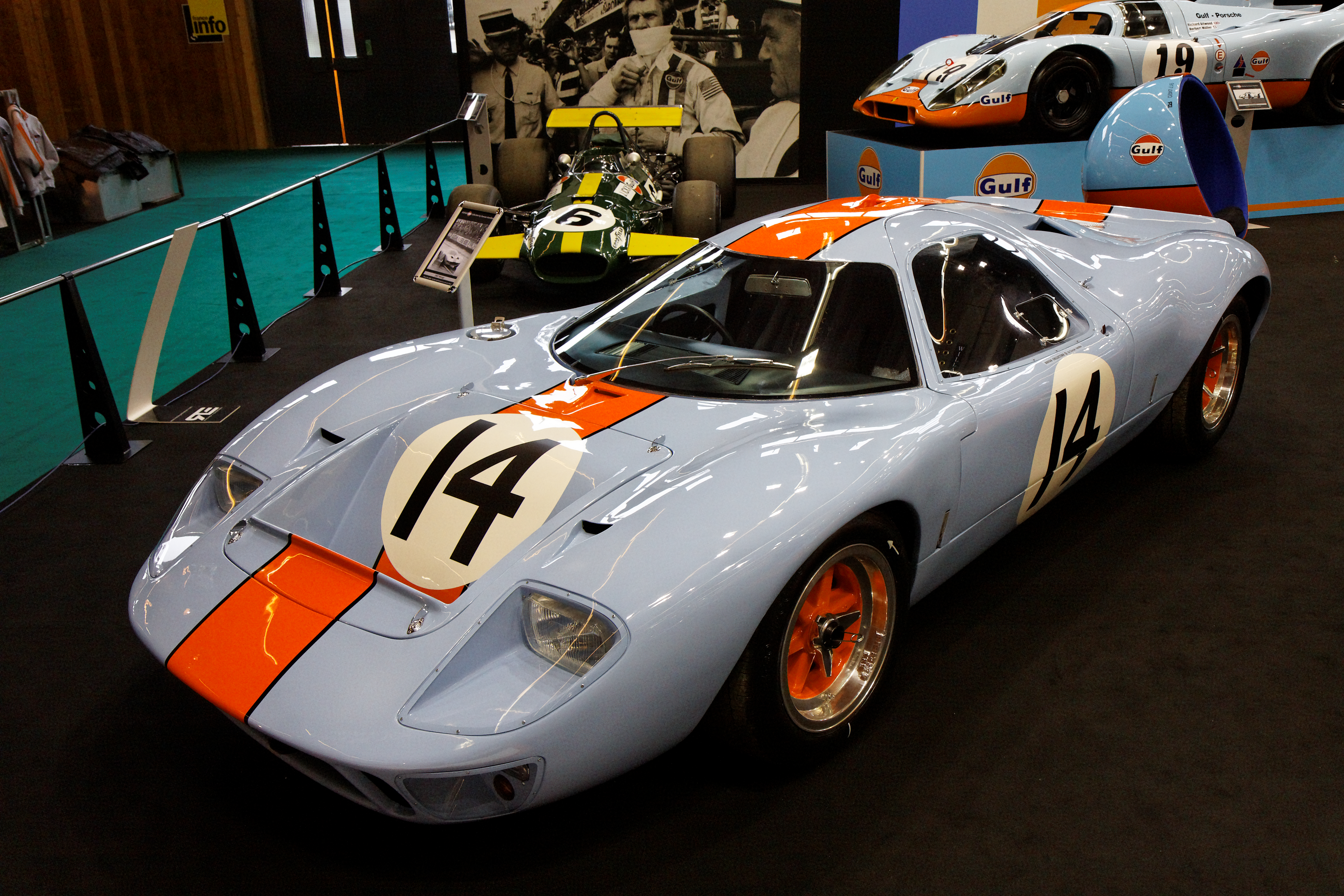
Une Mirage M1 de 1967 exposée à Rétromobile 2011.

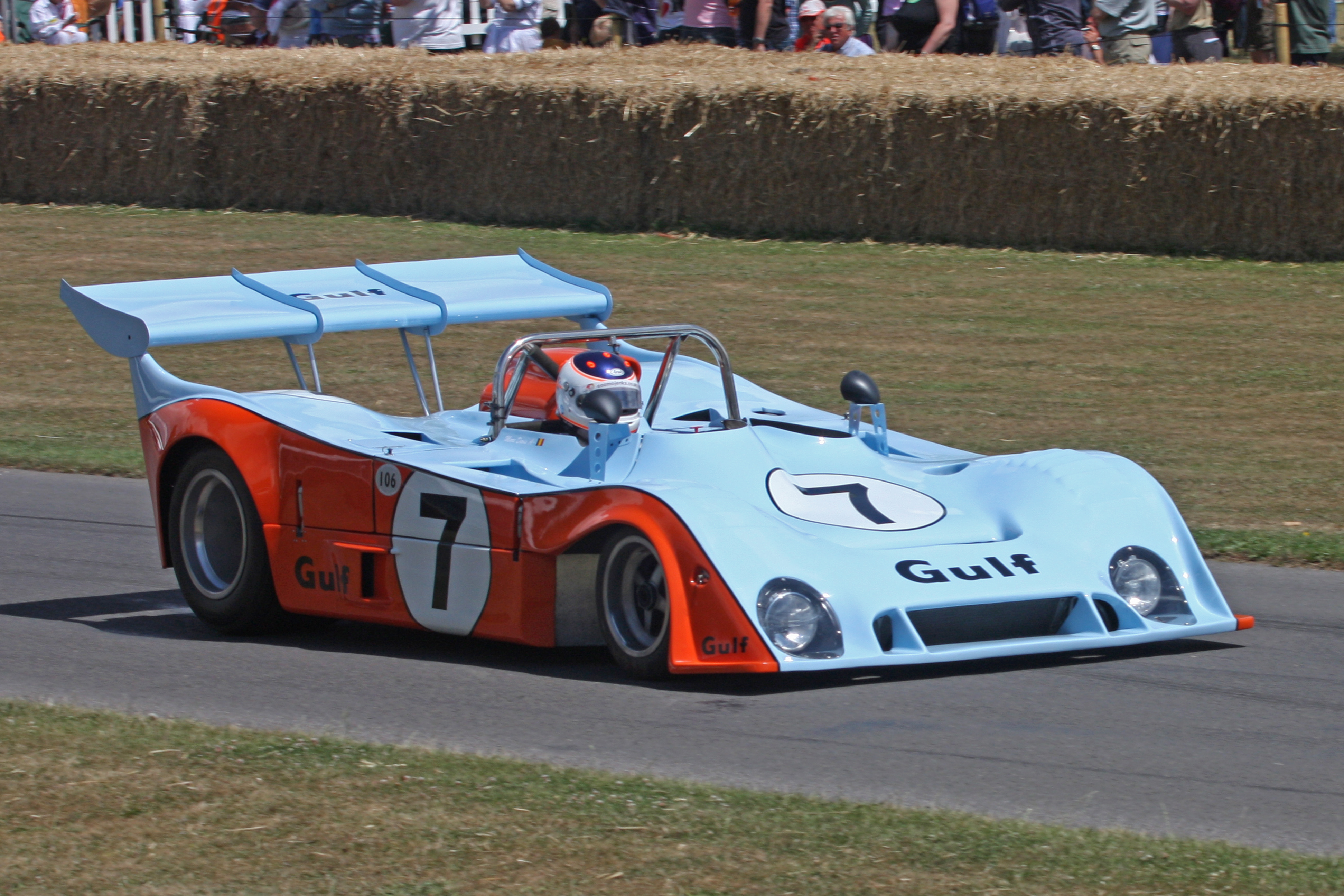
Mirage-Cosworth GR7 de 1973.

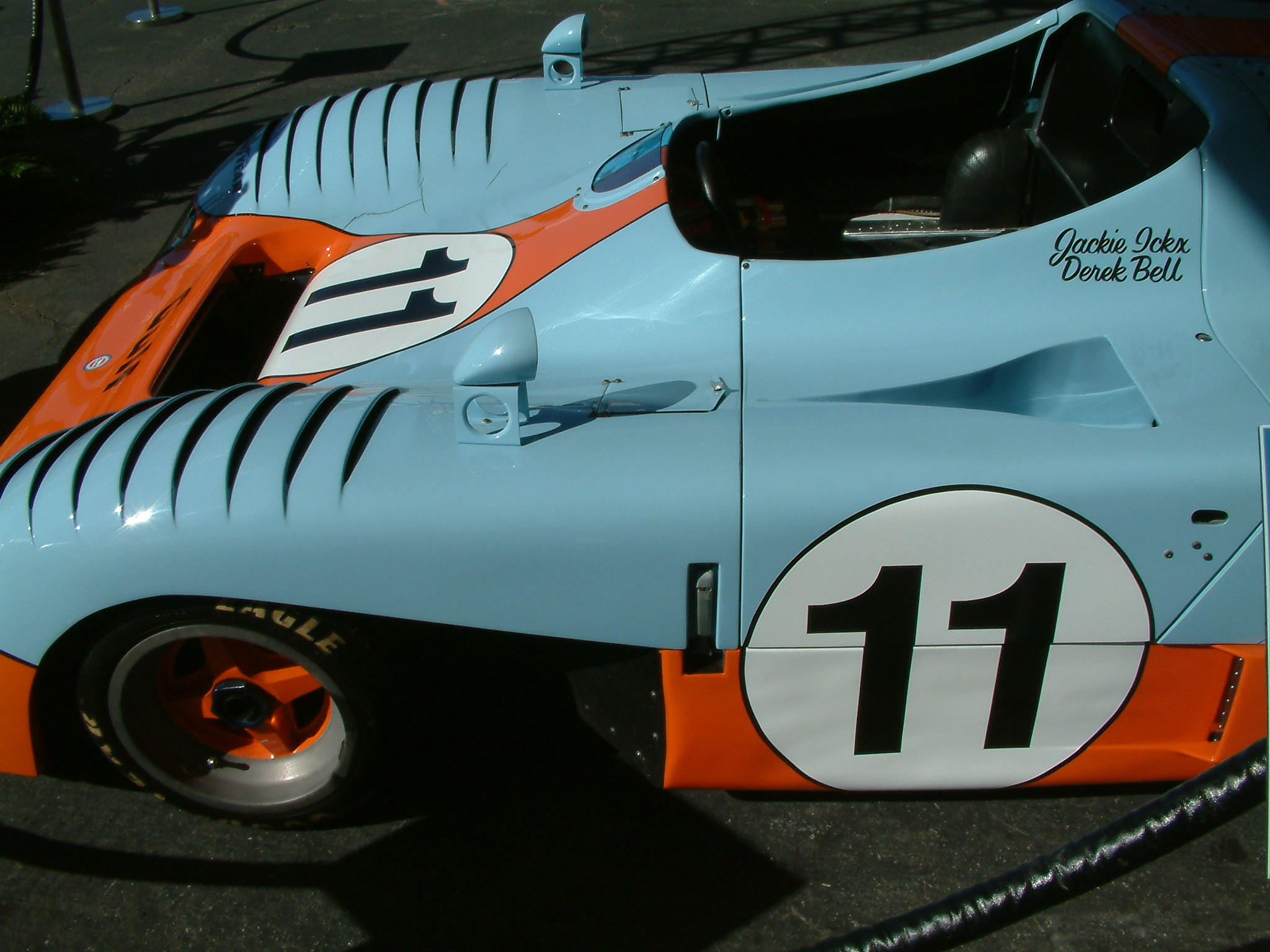
La Mirage GR8 de 1975

Mirage est une écurie de course automobile anglaise créée par John Wyer et son fidèle assistant John Horsman. La marque a brillé aux 24 Heures du Mans en 1975 avec le modèle GR8-Ford Cosworth aux couleurs de Gulf piloté par Jacky Ickx et Derek Bell. L’histoire de Mirage est complexe car à la différence des Ferrari, Matra et Alfa Romeo qu’elle dut combattre à la fin des années 1960 et au long des années 1970, la marque ne connut pas un développement régulier année après année. Mirage doit être considérée plus comme une écurie privée de très haute volée, créant elle-même ses voitures que comme une écurie d’usine.

## Histoire
La Mirage Lightweight Racing Car était une famille de voitures de course construites par John Wyer Automotive Engineering (JWAE) à Slough en Angleterre, initialement pour participer à des courses internationales de voitures de sport aux couleurs de la Gulf Oil Corporation. Tout commença au printemps 1967, après la décision de Ford d'arrêter le projet Ford GT40.
Aux essais préliminaires des 24 heures du Mans, deux "fausses" Ford GT40 aux couleurs du pétrolier Gulf font leur apparition. Ce sont en fait des Mirages basées sur des Ford GT 40 Mk I en lesquelles la firme américaine ne croyait plus.
John Wyer rachète un ancien projet de Len Bailey, un designer anglais, qui visait à améliorer l'aérodynamisme, la masse et les suspensions des Mk I. Les Mirages M1 effectuent leur premier roulage le 21 mars 1967. Le Mans sera leur premier vrai test.
Aux essais préliminaires, les deux M1 font mieux que les GT40 mais abandonnent en course.
Mais avant cela, elles s'imposent aux 1 000 kilomètres de Spa et continuent leur série en Suède, à Paris et à Kyalami grâce notamment à Jacky Ickx.
Au total, trois M1 furent produites. La M10002 et la M10003 sont redevenues des GT 40 (P/1074 et P/1075) alors que la M10001 a continué sa carrière en Afrique du Sud.
En 1972, John Wyer reprend le projet pour participer au Championnat du monde des voitures de sport et remplacer la Porsche 917 qui ne répondait plus à la nouvelle réglementation. Après trois ans de développement, la marque remporte les 24 Heures du Mans 1975 avec la Mirage GR8.
À l'issue de cette victoire, Gulf et John Wyer décident de se retirer de la compétition. La structure est reprise par Harley Cluxton III qui fera courir les GR8 en 1976 et 1977, il offre ainsi un premier podium aux 24 Heures du Mans pour le moteur V6 Renault turbo préfigurant de l'unique victoire de la marque au losange en 1978 avec Jean-Pierre Jaussaud et Didier Pironi. 
Avec Rondeau, Mirage est l'une des deux seules marques de voitures de course construites indépendamment à remporter les 24 Heures du Mans au classement général depuis le retour des courses d'Endurance après la Seconde Guerre mondiale en 1949.
Au total, de 1974 à 1978, les Mirage n'ont jamais terminé en dehors des dix premières places au Mans, affichant une première, deux secondes, une troisième, une quatrième, une cinquième et une dixième place. Les voitures de course Mirage ont été les premières à porter la légendaire livrée bleu poudre et Marigold (un jaune-orange) de Gulf Oil, les premières à remporter des victoires pour Gulf Oil et les dernières à remporter les 24 Heures du Mans au classement général pour Gulf Oil.

## M1
Len Bailey (en), ingénieur ayant travaillé pour Ford Europe, du temps de la Ford P68, a réalisé une version allégée de la GT40, notamment grâce à un pavillon moins large. Cette étude intéresse les hommes de JWAE qui la rachète pour quelle serve de fondement à la Mirage M1. Cependant, Ford ne souhaite pas apposer son identité sur le modèle de l'écurie britannique et le manufacturier de pneumatique Goodyear ne souhaite pas non plus apporter son aide au projet. En effet, Caroll Shelby, qui semble proche du responsable de la compétition du fabricant de pneumatiques à la chaussure ailée, lui annonce que « Wyer et la GT40 sont obsolètes ». Les Mirages font donc confiance au manufacturier Firestone,.

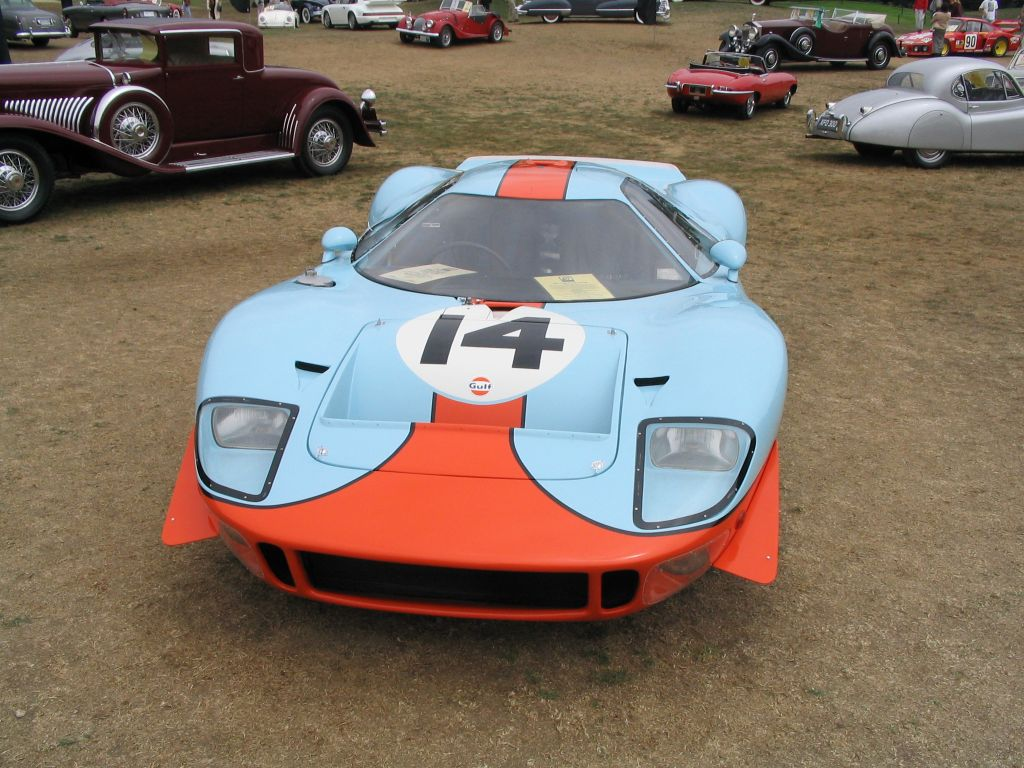
La Mirage M1 1967

Pour la saison 1967, JWAE a donc construit et piloté la M1, un prototype sportif basé sur la Ford GT40 qui utilise le moteur V8 standard de la Ford GT40 dans diverses configurations allant jusqu'à 5,7 litres. Le point culminant de la courte carrière en course de la M1 fut sans aucun doute la victoire de Jacky Ickx et Dick Thompson sur le châssis M.1003 aux 1000 mis de Spa. Bien des années plus tard, la seule Mirage M1 survivante est exposée au public au Blackhawk Museum de Danville en Californie. Aujourd’hui malheureusement, elle ne l’est plus depuis la mi-avril 2017.

## M2, M3
La M2 a été construite en 1968 pour la nouvelle catégorie de prototype de 3 litres Groupe 6. Cependant, ces voitures à moteur BRM V12 ont rarement couru et n'ont rencontré aucun succès. La M3, version révisée et sans toit de 1969, était propulsée par le Ford Cosworth DFV V8 mais, encore une fois, ce modèle a été peu utilisé, JWA s'étant largement concentré sur la course des Ford GT40 pendant ces deux années.

## M4, M5
La M4 est un roadster conçu entre fin 1969 et début 1970 associant un châssis de M3 avec un moteur de Ford GT40 de 5 litres. Cependant, le développement de cette voiture particulière a été arrêté une fois que JWAE a signé l'accord avec Porsche pour utiliser leur 917 pour la saison 1970. En 1969, une M5, une monoplace de Formule Ford, a été construite et a couru pendant la saison britannique Formule Ford de 1970 sous la bannière du Willment Group. De nombreux fans se sont trompés sur la dénomination M4-M5 en raison de John Horsmann appelant M5 le roadster et M4 la monoplace.

## M6

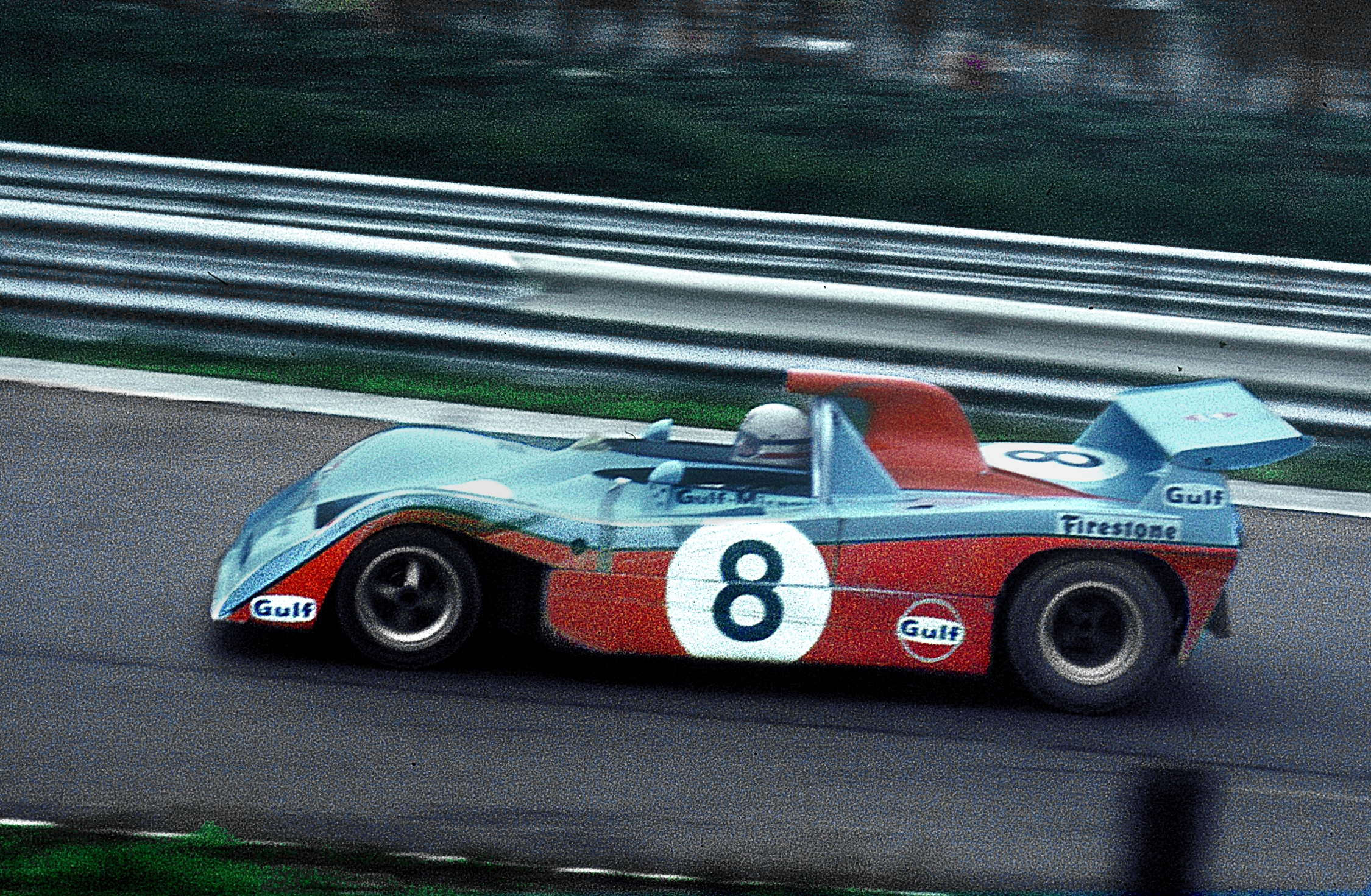
La Mirage M6 de 1973

Après avoir concouru avec des Porsche 917 au cours des saisons 1970 et 1971, JWAE a développé le nouveau modèle M6 propulsé par Ford Cosworth pour courir en tant que voiture de sport du Groupe 5 dans le nouveau championnat du monde des marques à partir de 1972.
À la fin de la saison 1971, les grosses « voitures de sport 5 litres » comme la Porsche 917 et la Ferrari 512 sont interdites, laissant la place à des « prototypes de 3 litres » plus agiles. JWAE est prêt avec un nouveau projet de Len Bailey, la M6. Celle-ci se compose d'un châssis en aluminium riveté renforcé d'acier, associé à un moteur Cosworth DFV de Formule 1 désaccordé de 3 litres. La carrosserie est ouverte et faite en fibre de verre avec un grand aileron arrière. Le premier châssis a été achevé en mars 1972 et a couru aux 12 Heures de Sebring. La deuxième voiture a été achevée à la mi-saison et la troisième a été utilisée pour tester le moteur Weslake V12. Bien que plus lourd, ce moteur devait être plus doux et plus puissant que le Cosworth, dont les fortes vibrations causaient de nombreux problèmes de fiabilité. Encore une fois, la seule victoire fut à Spa, lors des 1000 km de Spa-Francorchamps en 1973. En dehors de cette victoire, la saison 1973 fut moins réussie. La plupart des ressources des équipes ont été consacrées au développement du moteur Weslake V12, qui ne s'est pas avéré meilleur que le Cosworth, et a conduit à la fin du programme avec quatre châssis sur cinq reconstruits en GR7.
La M6 Coupé, est la version fermée avec une carrosserie à faible traînée et propulsée par le moteur Ford-Weslake V12 de 2 995 cm3 prévu pour être utilisé aux 24 Heures du Mans 1973. Les mauvaises performances (les temps au tour étaient de 16 secondes plus lent que la M6-Cosworth) ont mis fin au projet,.

## GR7

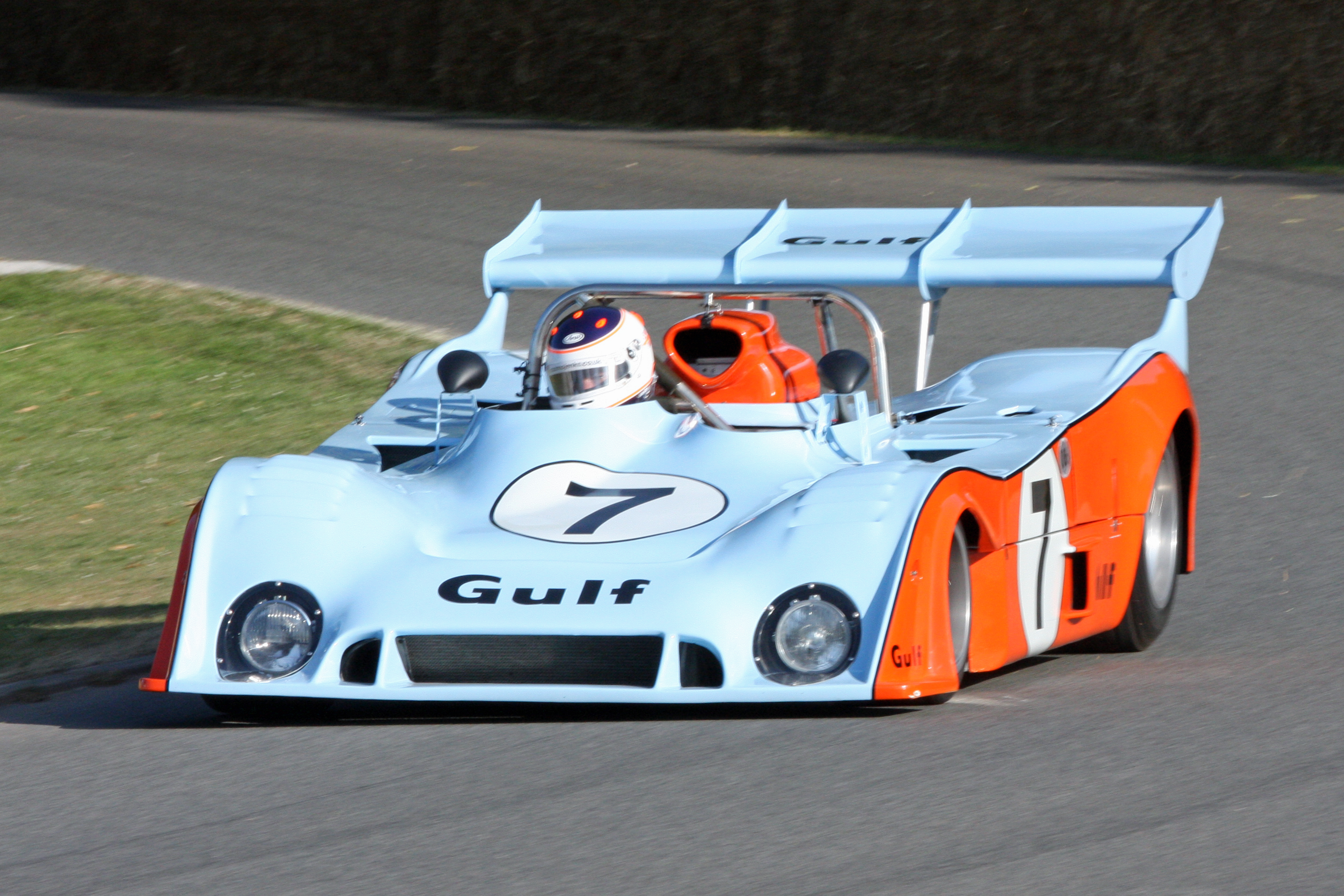
La Mirage GR7 de 1973

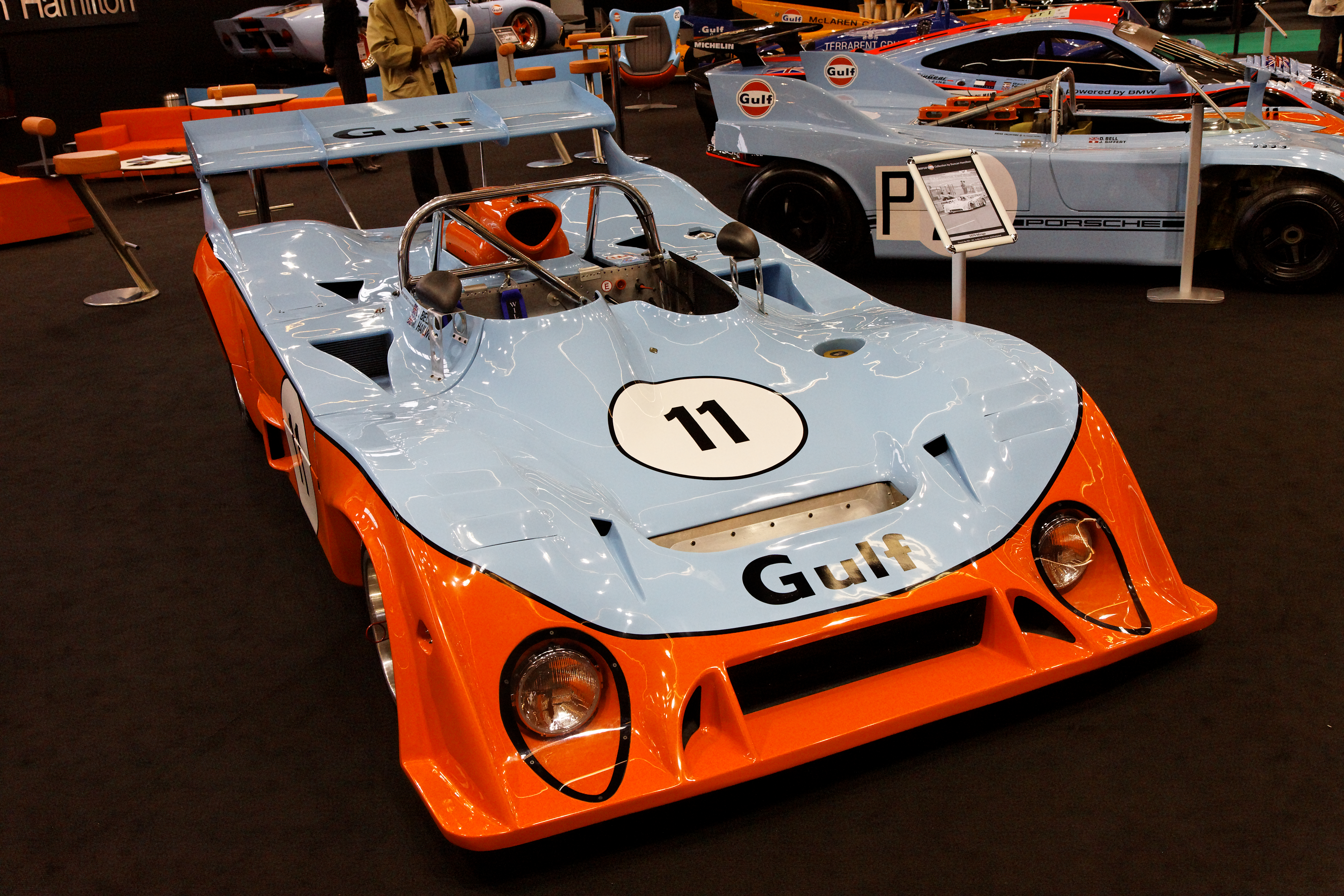
La Mirage GR7 de 1974

Le modèle GR7 a été renommé Gulf GR7 pour 1974, reflétant l'implication de Gulf Oil qui datait de 1967. "Gulf Ford" s'est classé deuxième au Championnat du monde des voitures de sport 1974.

## GR8

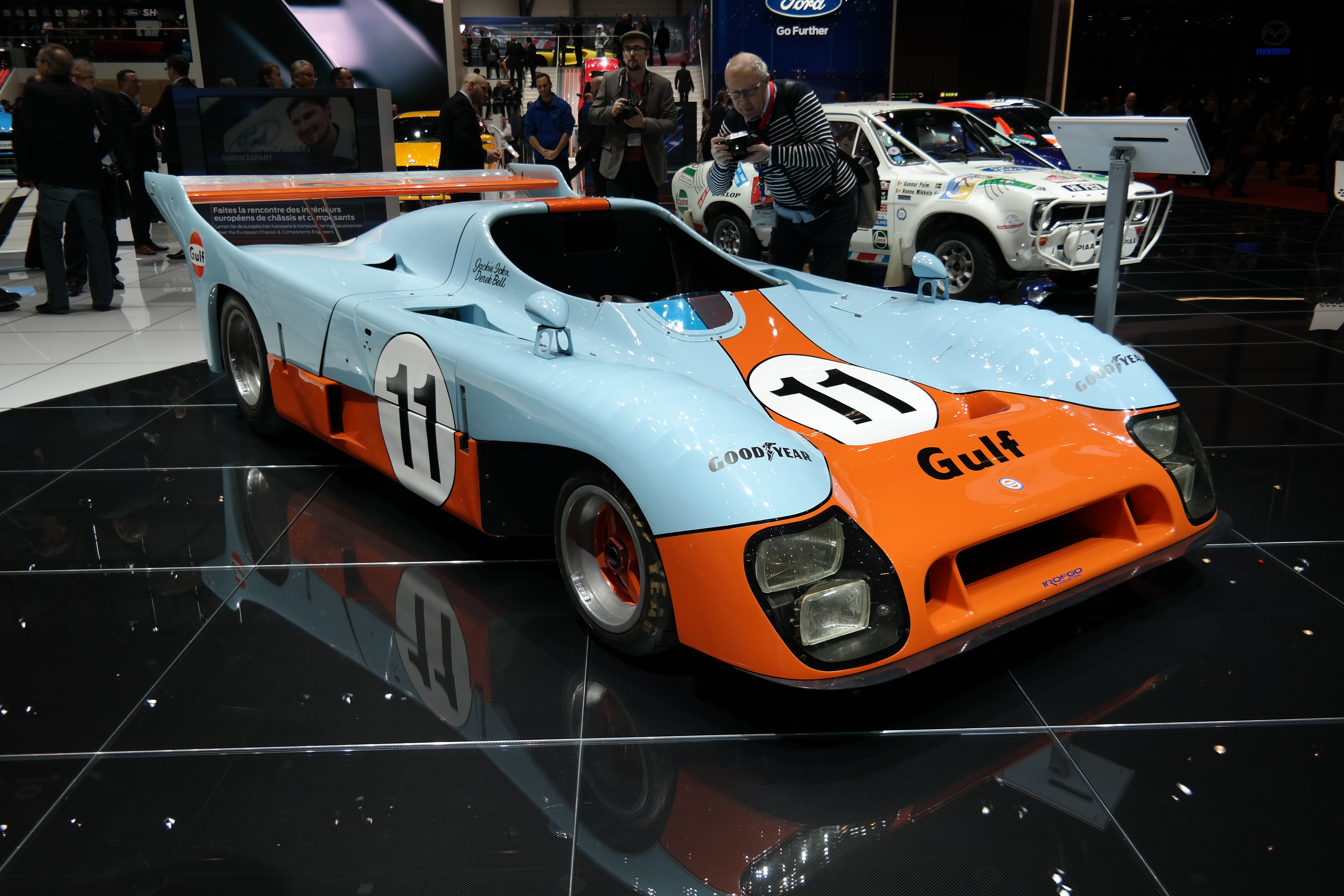
Mirage-Gulf GR8

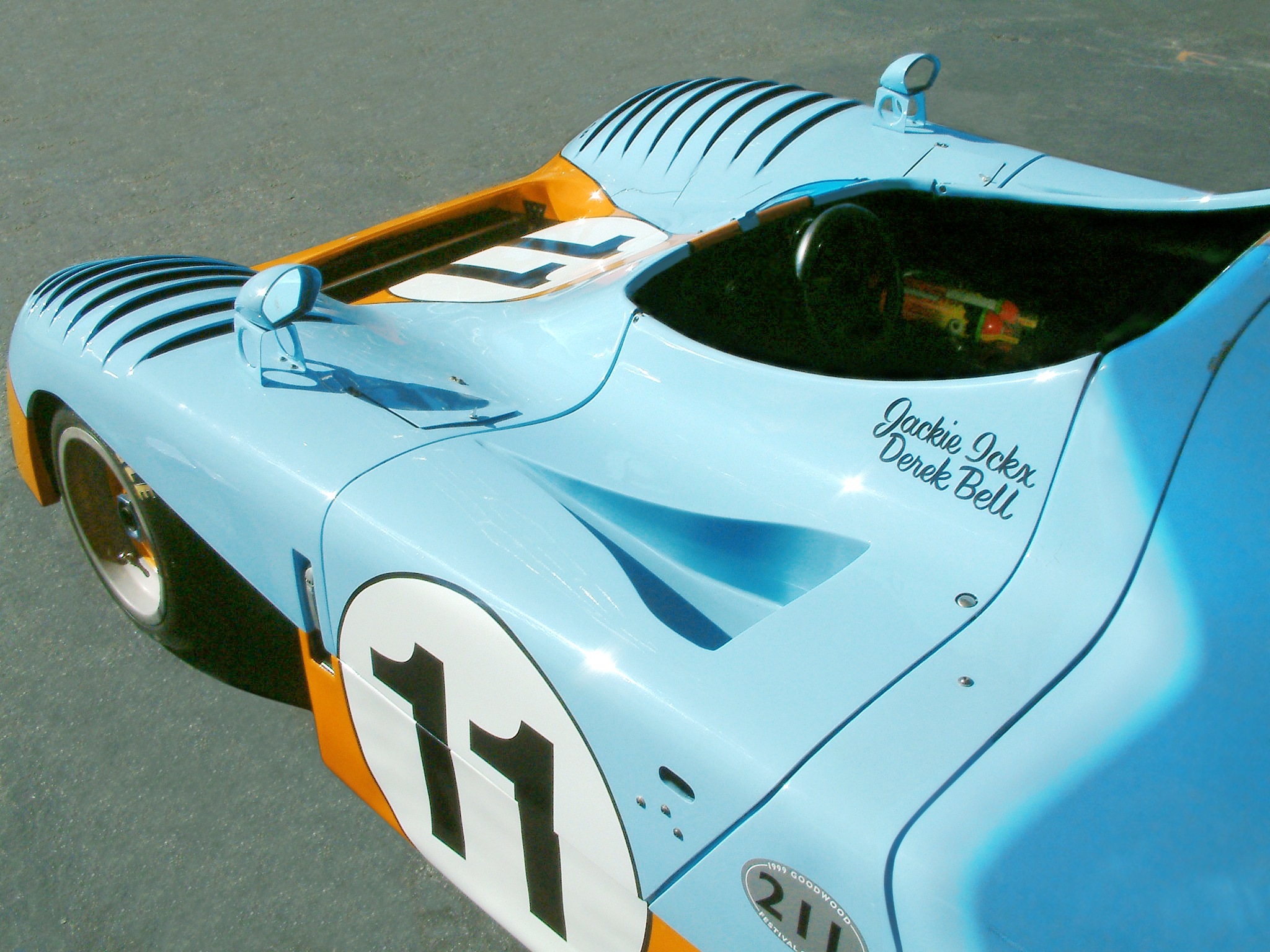
Gulf GR8

En 1975, l'écurie remporte sa dernière victoire aux 24 Heures du Mans avec la GR8 pilotée par Jacky Ickx et Derek Bell. L'autre voiture a terminé troisième avec Vern Schuppan et Jean-Pierre Jaussaud. La course a été exclue du championnat du monde des marques par le Commission sportive internationale (CSI) en raison de nouvelles règles de consommation de carburant introduites pour la course à la suite de la crise pétrolière.

## M8
En 1976, après le retrait du parrainage de Gulf Oil des courses internationales de voitures de sport à la fin de 1975, Grand Touring Cars, Inc., une société américaine fondée en 1972 par l'avocat et ancien pilote NART Harley E. Cluxton III, qui a importé aux États-Unis des Ferrari et des Lamborghini et qui avait déjà sa propre écurie de course rachète l'équipe Mirage et tous les droits de fabrication associés à John Wyer et à la Gulf Research Racing Company. En tant que concurrent du Groupe 6 Prototype, Cluxton a continué à engager avec succès les Mirage au Mans en tant qu'équipe à deux voitures. Avec le parrainage principal de JCB Excavators, Gitanes, Elf Lubrifiants et Renault Sport, et sous la direction continue de John Horsman avec les conseils de John Wyer, la Mirage M8 termine deuxième au classement général en 1976 avec Jean-Louis Lafosse et François Migault. Dans les années suivantes, la GTC, qui utilise le châssis de la GR8 et le moteur Renault, termine également deuxième au Mans en 1977, derrière les Porsche 936 Martini d'usine. Grand Touring Cars a ensuite construit d'autres voitures sous le nom de Mirage, continuant à rivaliser les meilleurs écuries jusque dans les années 1980. L’équipe américaine s’occupe désormais  de l'entretien et de la restauration des Mirage produites jusqu'à aujourd’hui.

## M9
La M9 de 1978 comporte une nouvelle carrosserie ouverte à longue queue et est  propulsée par un moteur Renault turbocompressé de 2,1 litres à 6 cylindres en V. Deux exemplaires ont pris le départ des 24 Heures du Mans 1978, l'un d'entre eux ayant terminé à la dixième place.

## M10
La M10 de 1979 utilise un châssis de M8 mis à jour avec une carrosserie à longue queue ouverte révisée et un moteur Ford Cosworth DFV de 3 litres. Deux M10 ont été engagées aux 24 Heures du Mans 1979 par Grand Touring Cars Inc/Ford Concessionaires France, officiellement sous le nom de Ford M10. Aucune des deux voitures n'a terminé l’épreuve mancelle.

## M12
La dernière Mirage à être construite est la M12, un prototype du groupe C doté d'une monocoque en nid d'abeille en aluminium et d'un moteur Cosworth 3,9 litres DFL. Inscrite aux 24 Heures du Mans 1982 avec Mario Andretti et son fils Michael Andretti, pilote au Mans pour la première fois, la voiture a finalement été disqualifiée 20 minutes avant le départ de la course pour une infraction technique relative au placement d'un refroidisseur d'huile. Une grande controverse a entouré la décision de l'ACO, beaucoup mettant en cause la politique organisationnelle. Bien que la M12 ait montré un grand potentiel en tant que concurrent du Groupe C et de l'IMSA GTP, le programme a été avorté après Le Mans.

## Le projet Indycar
À l'été 1982, le président de Grand Touring Cars, Inc., Harley E. Cluxton III, entame des négociations avec Renault pour la construction d'un moteur pour le championnat CART et les 500 miles d’Indianapolis, dérivé du six cylindres deux litres turbo déjà utilisé quelques années plus tôt par les GTC-Mirage sur la GR8 Renault et la M9. La voiture doit être prête pour participer à la saison 1983. Le baquet est destiné à Mario Andretti, Rick Mears, Tom Sneva ou Geoff Brabham. L’écurie GTC-Mirage estime alors que les règles du championnat américain mettent le nouveau moteur à égalité avec le huit cylindres Cosworth DFX, qui à l'époque était installé sur presque toutes les voitures qui y participaient. Reconcevoir le moteur pour atteindre la limite de cylindrée de 2,65 litres doit conduire le V6 français à délivrer environ 800 ch avec un poids et des dimensions inférieurs à ceux du concurrent, ainsi qu’une fiabilité qui doit être meilleure. Le projet est approuvé par Renault, qui fournit des moteurs, un soutien financier et un soutien technique à l'équipe américaine de 1983 à 1985, avant de couper les fonds à la fin de 1985, lorsque la firme au losange se retire du marché américain avec la vente de sa filiale Renault USA et de la marque AMC à Chrysler. Entre-temps, le nouveau moteur est installé sur une Lola T900 (numéro de châssis HU19) de l'équipe Doug Shierson Racing, qui avait été testée par Al Unser Jr. sur le Rattlesnake Raceway à Midland à l’ouest du Texas, la piste d'essai privée de Chaparral Cars, pour finir entre les mains d'un collectionneur privé.

## Palmarès
- 1967 : Vainqueur des 1 000 kilomètres de Spa, des 1 000 kilomètres de Paris et des 9 Heures de Kyalami
- 1968 : Vainqueur des 9 Heures de Kyalami
- 1973 : Vainqueur des 1 000 kilomètres de Spa
- 1974 : 4e place finale aux 24 Heures du Mans
- 1975 : Pole position et vainqueur aux 24 Heures du Mans (1re et 3e places)
- 1976 : 2e et 5e places finales aux 24 Heures du Mans
- 1977 : 2e place finale aux 24 Heures du Mans
- 1978 : 10e place finale aux 24 Heures du Mans